# Chrám svaté Neděle (Plovdiv)
Chrám svaté Neděle (bulharsky Храм „Света Неделя“) je pravoslavný chrám nacházející se ve východní části architektonické rezervace Starý Plovdiv blízko brány Chisar Kapija ve městě Plovdiv v jižním Bulharsku. Chrám byl vysvěcen v roce 1832.

## Charakteristika
Chrám je typickým příkladem architektury období bulharského národního obrození. Je postaven jako trojlodní pseudobazilika s trojapsidovou oltářní částí. Vnitřek chrámu je vyzdoben nástěnnými malbami a ikonami. Chrám je obestavěn kamennou zdí. Dvůr je terasovitý s poměrně rozlehlou zahradou. Hlavním stavitelem byl známý bracigovský mistr Petko Boz. Budova chrámu má rozměry 30 x 25 metrů. V severní části dvora stojí kaple svatého Atanase. Chrámový svátek se slaví 7. července.

## Dějiny
Chrám stejného jména stál na místě nynější stavby již dříve, předpokládá se, že od roku 1578, ale poprvé řádně zaznamenán je až v roce 1720 jeruzalémským patriarchou Chrisantem, který přes město cestoval. V roce 1830 plovdivský kupec Valko Čalăkov oficiálně požádal úřady o povolení k renovaci chrámu (spolu s žádostí o povolení k renovaci chrámu svatého Konstantina a Heleny v Plovdivu). Zbytky původního chrámu byly zbourány a v době výstavby nového chrámu byla v severní části dvora postavena i kaple svatého Atanase. Chrám byl dokončen v srpnu roku 1932 a vysvěcen byl metropolitou Nikiforem 19. září téhož roku. V roce 1894 byla ke chrámu dostavěna kupole a v roce 1905 byla dokončena výstavba zvonice, na kterou byly v roce 1912 umístěny francouzské hodiny. Budova byla poškozena zemětřesením v roce 1928 a proto byla v roce 1930 zrenovována.